# Ціпки
Ціпки́ —  село в Україні, в Краснолуцькій сільській громаді Миргородського району Полтавської області. Населення становить 720 осіб. Площа села - 4,185 км². Колишній орган місцевого самоврядування — Ціпківська сільська рада.
Після ліквідації Гадяцького району у липні 2020 року увійшло до Миргородського району.

## Географія
Село Ціпки  за 10 км від міста Гадяч по прямій та за 12,5 км по автодорозі Великі Будища - Гадяч, за 2,5 км від лівого берега річки Грунь. На відстані 3,5 км розташоване село Великі Будища. По селу протікає пересихаючий струмок з загатою.

## Історія
За даними на 1859 рік у казеному та козачому селі Гадяцького повіту Полтавської губернії, мешкало 1491 особа (737 чоловічої статі та 754 — жіночої), налічувалось 225 дворових господарств, існувала православна церква.
Село постраждало внаслідок геноциду українського народу, проведеного окупаційним урядом СССР 1923-1933 та 1946-1947 роках.
В селі існує Різдвяно-Богородицька церква

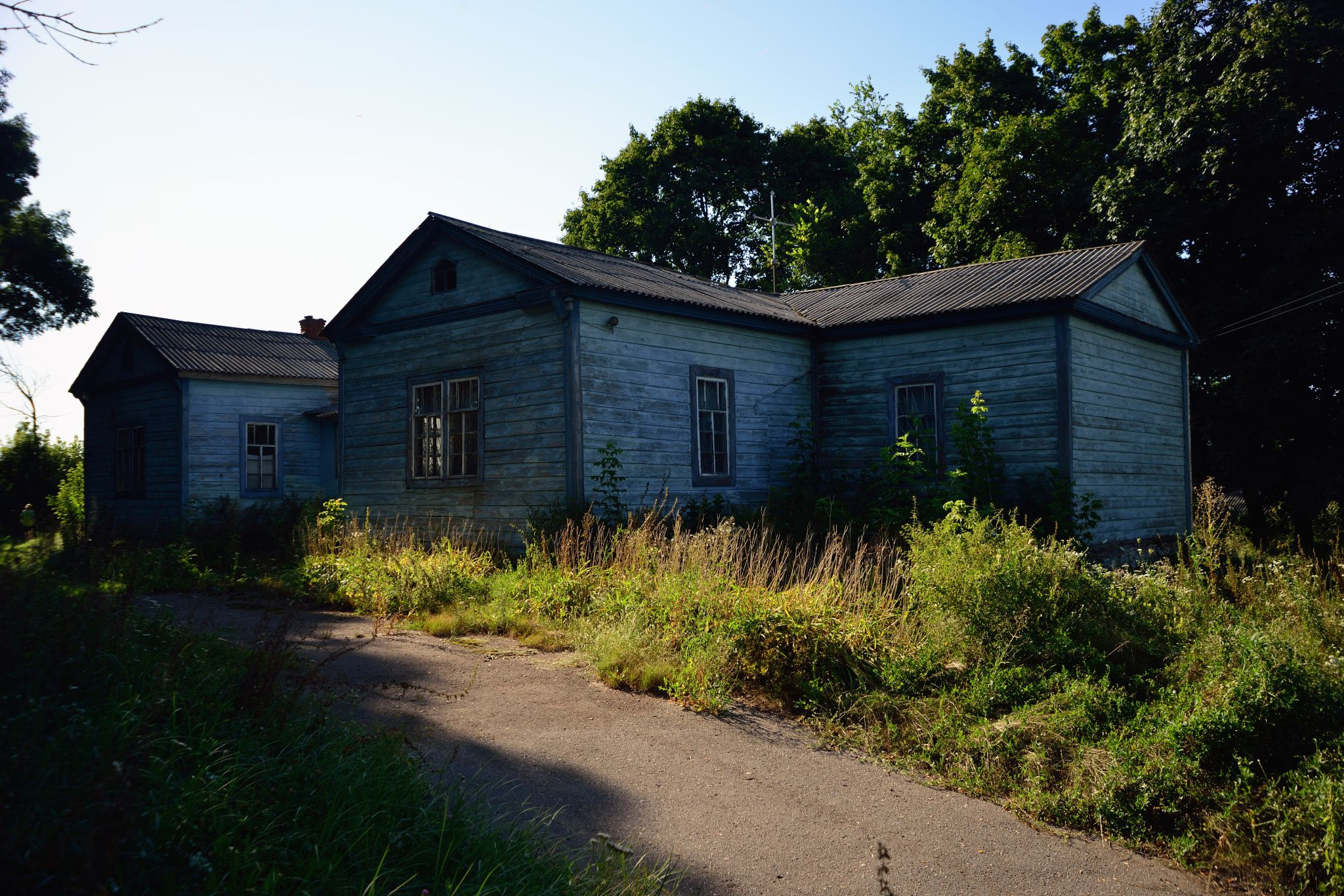
YMR-2015-08-08 273

## Відомі люди
- Чижевський Григорій Павлович (1886—1936) — полковник Армії УНР, син відомого діяча українського руху Павла Івановича Чижевського
- Чижевський Микола Павлович (1891—1954) — підполковник Армії УНР, син відомого діяча українського руху Павла Івановича Чижевського
- Шанько Григорій Андрійович (1933—2001) – літератор, краєзнавець, автор поетичних збірок «Земля батьків», «Сповідь», «Любов і ненависть», літературно-критичного нарису про життя і діяльність М.П.Драгоманова «Поборник духовності народу», нарису-довідника «Літературна Гадяччина».